# Mishka Ziganoff
Mishka Ziganoff   (Odessa, 15 de gener de 1889 - Nova York, febrer 1967) va ser un músic rus nacionalitzat estatunidenc conegut per haver fet una melodia que es relaciona amb la cançó Bella ciao. També va ser conegut com a Tziganoff o Tsiganoff.

## Biografia
Va ser un músic gitano originari d'Odessa a Ucraïna, que es va traslladar a Nova York a principis del segle xx, on va obrir un restaurant.
Era un virtuós acordionista que, tot i ser cristià, coneixia bé la música de jiddisch i de Klezmer. El 1919 va gravar un disc que contenia la cançó "Koilen", la melodia de la qual, segons va apuntar l'estudiós Fausto Giovannardi, és molt similar a la de la famosa cançó partidària italiana Bella ciao. Podria haver-la inspirat tot i que aquest extrem ha estat rebatut per alguns bloguers.
Segons l'erudit Rod Hamilton de The British Library de Londres, "Kolien" és una versió de "Dus Zekele Koilen" (Dues bosses de carbó), de les quals hi ha diverses versions que daten dels anys vint.